# Himmel (Liezen)
Der Himmel (wohl ein Himmel-Flurname‚ gewölbte Flur, Kuppe‘) bei Liezen in der Obersteiermark (Ennstal) ist Teil der Hinteregger Alm am Fuße des Kalkstockes von Predigtstuhl und des Nazogl.
Der Himmel hat eine Höhenlage von 1200 bis 1300 Meter und wurde im Mittelalter für Zwecke der Viehwirtschaft gerodet. Auf der fruchtbaren Flur befinden sich etwa zehn Almhütten, teils zur Milchwirtschaft genutzt, teils zu Jausenstationen umfunktioniert. Weitere Teilgebiete der Hinteregger Alm sind das Fegefeuer und die Höll, die etwas tiefer liegt als der Himmel. In der Höll befindet sich auch die Schutzhütte Schlagerbauerhütte (1214 m ü. A.), wo ein Netz beliebter Wanderwege zusammenläuft.
Über dem West- und Nordrand der Hinteregger Alm steigen mehrere, ebenfalls seit langem gerodete Bergwiesen zu den Felswänden des Nazogl und des Predigtstuhls empor, z. B. im Norden der Steilhang des Geißfeldes (1740 m ü. A.) und des Kühfeldes (1928 m ü. A.), wo die Landesgrenze zu Oberösterreich verläuft. Fünf Kilometer östlich schlängelt sich die Pyhrnpass Straße (B 138) zum Pyhrnpass (954 m ü. A.) empor, unter dessen Kalkstock auch der Bahntunnel und die neue Pyhrn Autobahn (A 9) die zwei Bundesländer verbinden.
Die Bezirkshauptstadt Liezen liegt etwa 5 km im Süden, durch die Rote Wand und den Hirschriedl von dem idyllischen Hochtal getrennt. Am wildreichen Hang zu letzterem sind durch die Eiszeit mehrere Hochmoore entstanden, das Hirschriedlmoos. Es ist durch Zäune vom Almboden getrennt und dient ausschließlich als Weide für Jungvieh.
Koordinaten: 47° 36′ N, 14° 15′ O